# Nagi reżyser
Nagi reżyser (jap. 全裸監督 Zenra Kantoku) – japoński półbiograficzny komediodramat, oparty na powieści non-fiction „Zenra Kantoku Muranishi Tōru Den” (全裸監督 村西とおる伝) autorstwa Nobuhiro Motohashiego, opowiada historię japońskiego reżysera filmów dla dorosłych Toru Muranishiego. Premiera dramy w serwisie Netflix odbyła się 8 sierpnia 2019 roku. W rolach głównych wystąpili Takayuki Yamada, Shinnosuke Mitsushima i Tetsuji Tamayama. 15 sierpnia 2019 Netflix ogłosił kontynuację serii. Drugi sezon miał premierę 24 czerwca 2021 roku.

## Zarys fabuły

### Sezon 1
Japonia, lata 80. XX w. W kraju wybucha rewolucja społeczna. Jej inicjatorem jest Toru Muranishi — przedsiębiorca, który zrewolucjonizował swoją branżę.

### Sezon 2
Na fali sukcesów Muranishi sięga gwiazd, postanawiając uruchomić własny kanał telewizji satelitarnej. Jednak im wyżej się wspina, tym większe jest ryzyko upadku.

## Fabuła

### Sezon 1
Fabuła rozgrywa się w latach 80. w Japonii podczas bańki gospodarczej, seria przedstawia awangardowy styl życia Toru Muranishiego, legendarnego „cesarza AV”, który szturmem podbił branżę filmów dla dorosłych.

### Sezon 2
Upojony swoim sukcesem reżyser filmów dla dorosłych Toru Muranishi pragnie uruchomić własny kanał telewizji satelitarnej, obiecując „deszcz porno z nieba”. Aby rozszerzyć swoje wpływy, zaczyna szukać wielu nowych aktorek AV. Jednak seria wypadków i przeszkód sprawia, że popada w długi i jest poszukiwany przez yakuzę.

## Obsada

### Główna
- Takayuki Yamada jako Toru Muranishi
- Shinnosuke Mitsushima jako Toshi Arai
- Tetsuji Tamayama jako Kenji Kawada

### W pozostałych rolach
- Ryō Ishibashi jako Eigo Ikezawa, szef największej firmy pornograficznej
- Lily Franky jako Michiro Takei (funkcjonariusz policji)
- Misato Morita jako Megumi Sahara/Kaoru Kuroki, postaci wzorowanej na prawdziwej aktorce AV[7]
- Jun Kunimura jako Iori Furuya, przywódca klanu Furuya należącego do syndykatu Tosho (yakuza).
- Takenori Goto jako „Rugby” Goto
- Tokio Emoto jako Kosuke Mitamura
- Sairi Ito jako Junko Koseda
- Koyuki jako Kayo Sahara, matka Megumi
- Kimiko Yo jako Kozue Muranishi, matka Toru
- Pierre Taki jako Atsushi Wada
- Mariya Nishiuchi jako Sayaka
- Yuri Tsunematsu jako Miyuki Chiba/Mariko Nogi (sezon 2)
- Nanami Kawakami jako Miku
- Ami Tomite jako Naoko Yamamoto
- Yuka Masuda jako Roma Edogawa
- Shô Kasamatsu jako Ogiwara, jeden z popleczników Iori Furuyi.
- Takato Yonemoto jako Jimmy
- Harmeet Obhrai jako Abdallah
- Ituji Itao jako Ono
- Tsuyoshi Ihara jako Koichi Umino, dyrektor generalny Satellite East
- Renji Ishibashi jako Watabe, prezes zarządu konglomeratu będącego właścicielem Satellite East
- Rie Miyazawa jako pani Takamiya, następca Grupy Takamiya
- Eisaku Yoshida jako Akira Honda (bankier inwestycyjny)
- Jade Albany Pietrantonio jako Allison Mandy (sezon 1)
- Ruri Shinato jako Sachiko (pierwsza żona Toru Muranishiego)

## Odcinki/Streszczenie

### Sezon 1
Odc. 1 Ukryta strona (jap. 裏の世界)
Po kolejnym miesiącu nudnego sprzedawania encyklopedii Muranishiemu grozi utrata pracy. Kiedy biedaczyna w końcu zaczyna zarabiać, jego życie rozpada się na kawałki.
Odc. 2 Bez cenzury (jap. 無修正)
Muranishi i Toshi przerzucają się na sprzedawanie magazynów pornograficznych i zakładają sieć księgarni na Hokkaido. Niestety ich sukces przyciąga niechcianą uwagę.
Odc. 3 Rewolucja (jap. ひっくり返すんだよ)
Ukrywający się do niedawna w Tokio Muranishi i Toshi zostają aresztowani w Sapporo. Po wyjściu z więzienia udają się do Kawady z nowym pomysłem — chcą nagrywać filmy.
Odc. 4 Gramy naprawdę (jap. 本物)
Furuya ogłasza pracownikom Sapphire, że Ikezawa i Takei pracują razem. Muranishi angażuje aktorkę z konkurencyjnego studia w realizację nowego filmu.
Odc. 5 Pełen rozkwit (jap. 開花)
Wpisana na czarną listę przez Ikezawę i walcząca z komisją nadzoru firma Sapphire jest na granicy bankructwa. Po konfrontacji z matką Megumi szuka Muranishiego.
Odc. 6 Wielkie złudzenie (jap. 誇大妄想)
Muranishi leci z ekipą na Hawaje na ambitne i niezwykle ważne zdjęcia z Allison, słynną amerykańską gwiazdą porno. Toshi prosi o pomoc Furuyę.
Odc. 7 Don't Dream It's Over (jap. 終わっちゃいない)
Muranishiemu grozi 370 lat odsiadki, więc musi zebrać 100 milionów jenów na kaucję. Toshi i Kawada mają problem z uzbieraniem tej kwoty, ale z pomocą przychodzi im Kaoru.
Odc. 8 Nowa era (jap. 性革命)
U kresu ery Showa Kaoru Kuroki zyskuje ogromną sławę. Sapphire i Poseidon produkują filmy dla dorosłych na masową skalę, ale na horyzoncie pojawiają się kłopoty.

### Sezon 2
Odc. 1 Seks jak deszcz (jap. 宇宙からエロが降る)
W roku 1990 Muranishi jest na fali. Gdy doradca finansowy podsuwa mu pomysł stworzenia kanału satelitarnego, producent wietrzy w tym wielką szansę na rozwój firmy.
Odc. 2 Więcej, więcej, więcej (jap. もっともっともっと)
Aby zebrać pieniądze na własną telewizję, Muranishi idzie na całość i rozkręca produkcję na masową skalę. Zapomina przy tym o swojej największej gwieździe — Kaoru.
Odc. 3 Nieoszlifowany diament (jap. ダイヤモンドの原石)
Sapphire Pictures zmienia nazwę na Diamond Visual. Gdy na casting zgłasza się niepozorna Miyuki, nic nie wskazuje na to, że może przyćmić Kaoru swoim blaskiem.
Odc. 4 Nasze marzenie (jap. 二人の夢)
Kaoru angażuje się w promocję najnowszego filmu. Umino wreszcie daje odpowiedź w sprawie telewizji satelitarnej. Miyuki odczuwa tremę przed debiutem.
Odc. 5 Bańka pęka (jap. 崩壊)
Muranishi nadaje Miyuki pseudonim Mariko Nogi. Firmie Diamond kończą się pieniądze, a pęknięcie bańki spekulacyjnej sprawia, że trzeba szukać nowych źródeł dochodu.
Odc. 6 Utrata kontroli (jap. 暴走)
Wśród pracowników Diamond narasta niezadowolenie, a Muranishi desperacko szuka sposobu, aby pokryć koszty telewizji satelitarnej i uchronić biznes od plajty.
Odc. 7 Upadek (jap. 奇想転落)
Kaoru trafia do szpitala. Widząc, jak branża się zmienia, Wada zatrudnia Toshiego, Kawadę i Mitamurę do produkcji filmów. Nadchodzi czas spłaty długów.
Odc. 8 Jak kamień (jap. 石の意志)
Toshi bierze sprawy z yakuzą w swoje ręce. Pracownicy Diamond powoli stają na nogi.

## Kontrowersje
Seria spotkała się z dużą krytyką za przedstawienie Kaoru Kuroki pod jej prawdziwym nazwiskiem bez jej zgody. Kuroki wycofała się z życia publicznego w 1994 roku i z powodzeniem pozwała wydawcę o naruszenie prywatności. Netflix oświadczył, że ani Kuroki, ani Muranishi nie byli zaangażowani w produkcję, a serial jest jedynie adaptacją książki Motohashiego.